# Peppi Paci
Giuseppe Paci, in arte Peppipaci (Canicattì, 1890 – Padova, 1967), è stato un poeta italiano.

## Biografia
Sarto, con un'apprezzata sartoria nella piazza centrale di Canicattì, in Palazzo Ferreri, fece parte di quel cenacolo che diede vita alla "Secolare Accademia del Parnaso Canicattinese", e ne diventò il poeta cantore.                                                                                              Ma, come osserva Gaetano Augello, "pur condividendo l'atteggiamento ironico e a volte irriverente tipico dei componenti del sodalizio, si distinse soprattutto per la genuinità dell'ispirazione poetica e per la capacita' di dar voce ai personaggi "minori" della sua citta'" ( Gaetano Augello, La vicenda umana e artistica di Peppi Paci, in Canicatti in 138 "pillole", Canicatti', 2018).
Nelle poesie di Peppipaci vi è umorismo e satira al costume. Nei suoi versi, ritrae i tratti spirituali delle persone e certe biasimevoli situazioni sociali con tocchi di colore vivace, ma sempre atti a promuovere il riso.
Di lui restano due raccolte poetiche, oltre che numerose liriche sparse. Dei suoi due libri di poesie l'uno ha per titolo "Mascari di Paci" e l'altro "La scecca di patri Decu"..         
Mascari di Paci ci offrono - dice Gaetano Augello - "una visione disincantata dello svolgersi della vita quotidiana a Canicatti'". Temi ricorrenti nelle sue liriche: "le difficoltà della vita quotidiana, la morte, la giustizia, l'alternarsi delle stagioni ed il succedersi di fatti lieti e tristi nella vita di ciascuno".                  Tra le sue liriche più belle ricordiamo: Predica di Quaresima, Lu gran sbagliu, Gnuranza, Autru è parlari di morti, autru muriri, Lu varberi di li tempi antichi, Genti a la banna dintra.                      
Scrive ancora Gaetano Augello: "Il gioco sottile di ironia che caratterizza la poesia di Peppi Paci raggiunge un momento di straordinaria efficacia in L'ochi di Palermu. È una poesia davvero deliziosa ove si descrive lo sguardo meravigliato ed estasiato di un "paesano" condotto dal padre nella città  mitica e finora lontana, Palermo, nel giorno in cui essa sfoggia il suo massimo sfarzo: il festino della patrona santa Rosalia. La gente passeggia indossando gli abiti migliori, le ragazze sfilano, forse anche in cerca di marito, con i visi "appitturati"".      
```
                                                                                                                                                                             "Il ragazzo chiede trepidante: "Papa', chi sunnu chissi?". E, quasi a voler salvaguardare l'innocenza del figlio dai pericoli della citta', il padre risponde imbarazzato: "Sunn'ochi... un ci badari...". Il ragazzo è perplesso ma non osa contrastare la spiegazione paterna. Tornera' successivamente in citta' per gli studi universitari. Il padre gli raccomandera' accortezza nel muoversi nei meandri della metropoli, di far sacrifici e soprattutto di studiare e dare notizie di se'. Ma, in seguito, una lettera avrebbe sconvolto il genitore:                                                                                                                                                    
Bedda e' Palermu, o patri',                                                                                                                            cc'e' villi, cc'e' tiatri.                                                                                                                                            e tanti nuvita'...                                                                                                                                               Cc'e' cursi di cavaddi',                                                                                                                                      cci sunnu festi e giochi',                                                                                                                                  ma cchiu' di tuttu... l'ochi...                                                                                                                               mi piacinu... papa'
                                                                                                                              (Gaetano Augello, 
ibidem
).
```